# Амвросий Зографски
Амвросий Зографски е български духовник, схиархимандрит, игумен на Зографския манастир.

## Биография
Роден е като Георги Тюроленков в 1939 година в село Новаково, Асеновградско. Завършва на Семинарията на гара Черепиш. В 1973 година става послушник в Бачковския манастир при игуменството на архимандрит Иларион. През 1977 година се замонашва с името Амвросий. През 1981 година заминава за Света Гора в българския Зографски манастир. На 6 май 1997 година е избран от манастирския Събор за игумен на манастира. В 2007 година приема велика схима.
През негово игуменство Зографският манастир развива богата културно-просветна дейност. Издадени са редица православни книги, жития и други издания по актуални въпроси. Благодарение на усилията му са възстановени южното крило на манастира, пострадало при пожар, построена е нова сграда за поклонниците, създадена е и нова библиотека.
Амвросий Зографски умира на 27 януари 2025 година във Военномедицинската академия в София след кратко боледуване. На 28 януари заупокойната литургия е отслужена в митрополитския катедрален храм „Света Неделя“ в София от епископите Пахомий Браницки и Климент Левкийски в съслужение с монаси от братството на Зографската света обител, монаси от Софийската епархия и в присъствието на президента Румен Радев, председателя на парламента Наталия Киселова и патриарх Даниил Български.